# Jumada II
Jumādā II ovvero Jumādā al-thāniyya in arabo جمادى الثانية ‎?) o Jumādā al-ākhira in arabo جمادى الآخرة ‎? (ma esistono anche forme con l'aggettivo maschile: jumāda al-thāni e jumāda al-ākhir), è il sesto mese del calendario islamico. Segue Jumādā al-ūlā e precede rajab. Ha trenta giorni.
I due mesi con il nome di jumada, il cui nome fa allusione al terreno secco e inaridito, dovevano probabilmente essere un tempo mesi estivi, caratterizzati da grande siccità.

## Avvenimenti e ricorrenze
- Nel mese di Jumādā al-thāniyya dell'8 E si svolse la campagna militare nota come battaglia di Dhat al-Salasil.
- Il 03 Jumādā al-thāniyya (dell'11 E) morì la figlia del Profeta, Fāṭima.
- Il 10 Jumādā al-thāniyya (34 E/656 d.C.): vittoria di ʿAlī ibn Abī Ṭālib nella battaglia del cammello.
- Il 13 Jumādā al-thāniyya morì Umm al-Banin seconda moglie di ʿAlī ibn Abī Ṭālib e madre di Abbas ibn Ali.
- Il 20 Jumādā al-thāniyya nacque Fāṭima, la figlia di Maometto.
- Il 22 Jumādā al-thāniyya gli sciiti celebrano il giorno che procura cibo a tutti. Questa tradizione continua dall'epoca del terzo imam sciita al-Hasan ibn Ali e da lui ha preso il nome.